# Contrade di Legnano

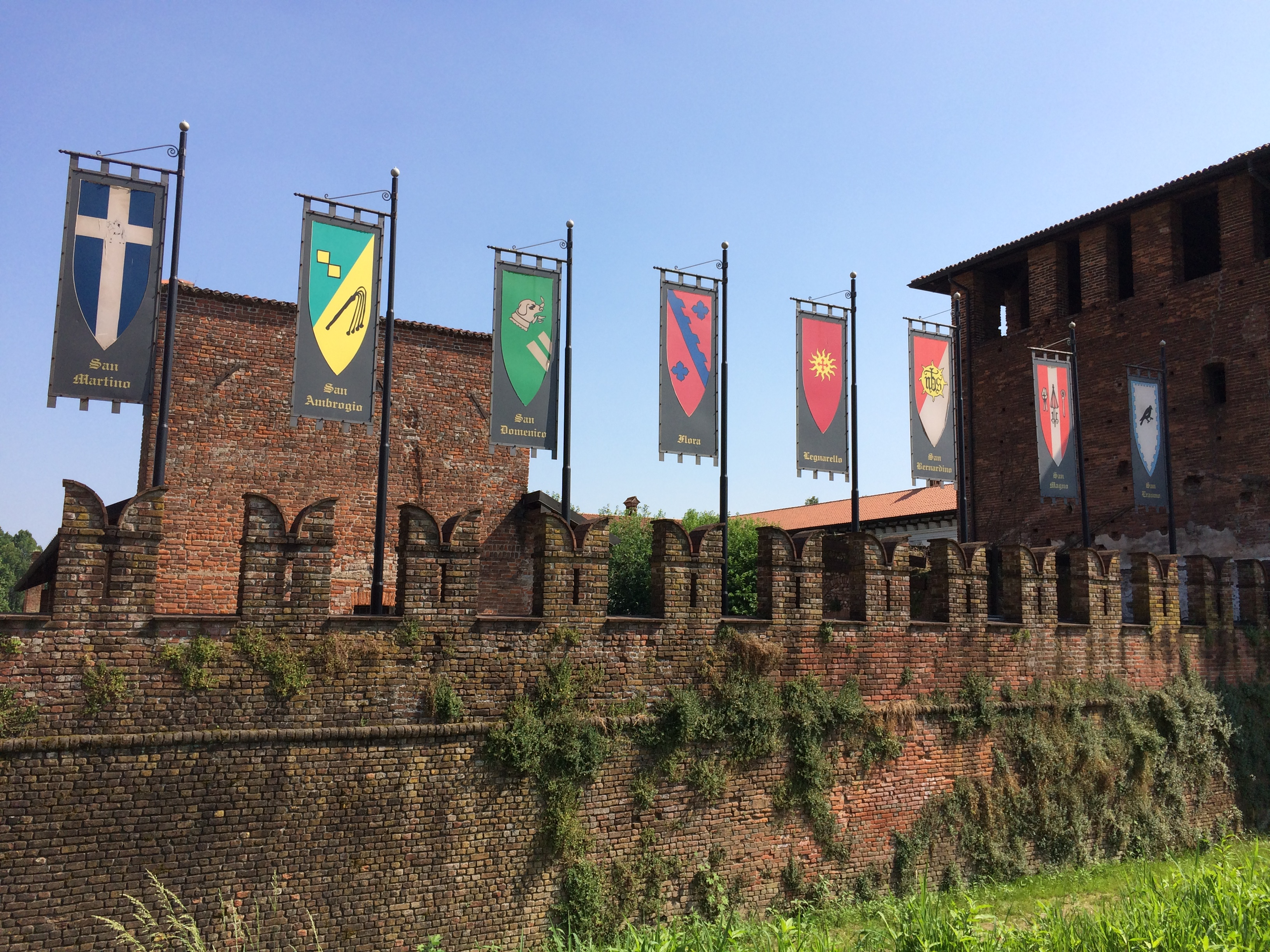
Uno scorcio del castello Visconteo di Legnano, con gli stendardi delle otto contrade

Le contrade di Legnano sono le otto suddivisioni storiche in cui è divisa la città lombarda di Legnano. Partecipano annualmente al Palio di Legnano e sono state istituite nel 1932, in occasione della Festa del Carroccio.

## Generalità

### Le contrade attive

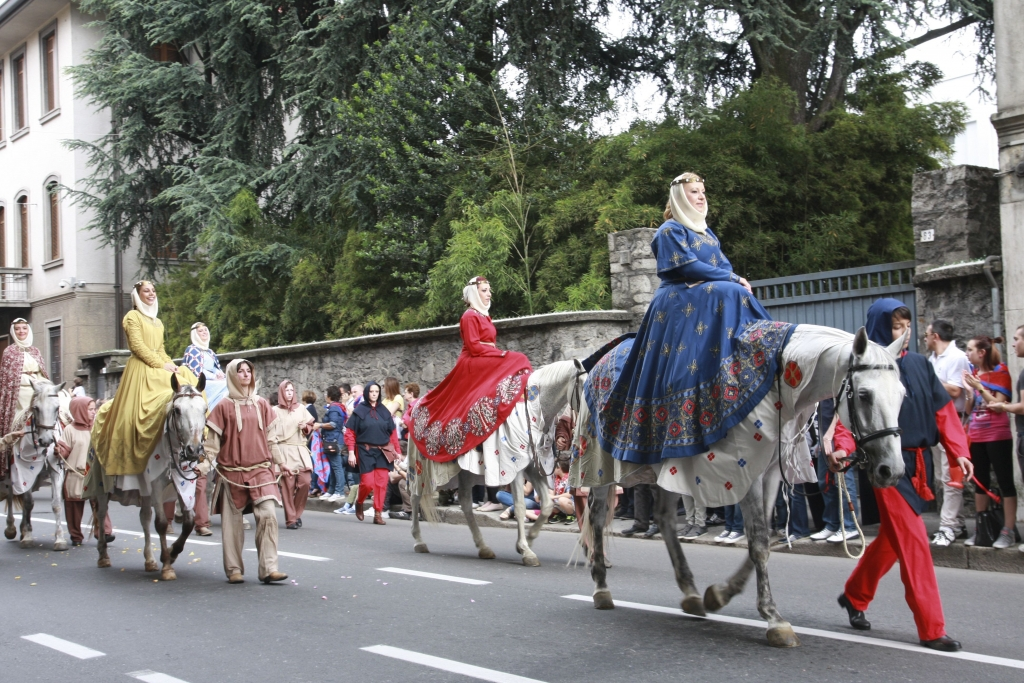
Un momento della sfilata storica del Palio di Legnano 2015

Le otto contrade di Legnano, i cui motti sono stati introdotti nel 1955, sono: 
- La Flora: "sia seme la virtù, vittoria il fiore";
- Legnarello: "soli nel Sole";
- San Bernardino: "il ponte lega la virtù alla gloria";
- San Domenico: "nel verde la speranza";
- San Magno: "non sempre vincitori, ma sempre primi";
- San Martino: "fino alla fine";
- Sant'Ambrogio: "mi abbiano in odio, purché mi temano";
- Sant'Erasmo: "amore e fulgore in battaglia sul colle grazie al corvo".

L'antagonismo e la competizione tra le contrade sono molto avvertiti, con una forte componente goliardica e particolarmente nel periodo dell'anno in cui viene organizzato il Palio, fermo restando il rispetto reciproco che porta al mutuo aiuto nell'organizzazione della manifestazione come nel caso, ad esempio, dei frequenti scambi del materiale utilizzato nelle sfilata. Per evitare le burle, che sono frequenti vicino alla data del Palio, i cavalli che parteciperanno alla corsa ippica, la sera precedente a quest'ultima, vengono nascosti in un posto segreto e curati a vista dai contradaioli.

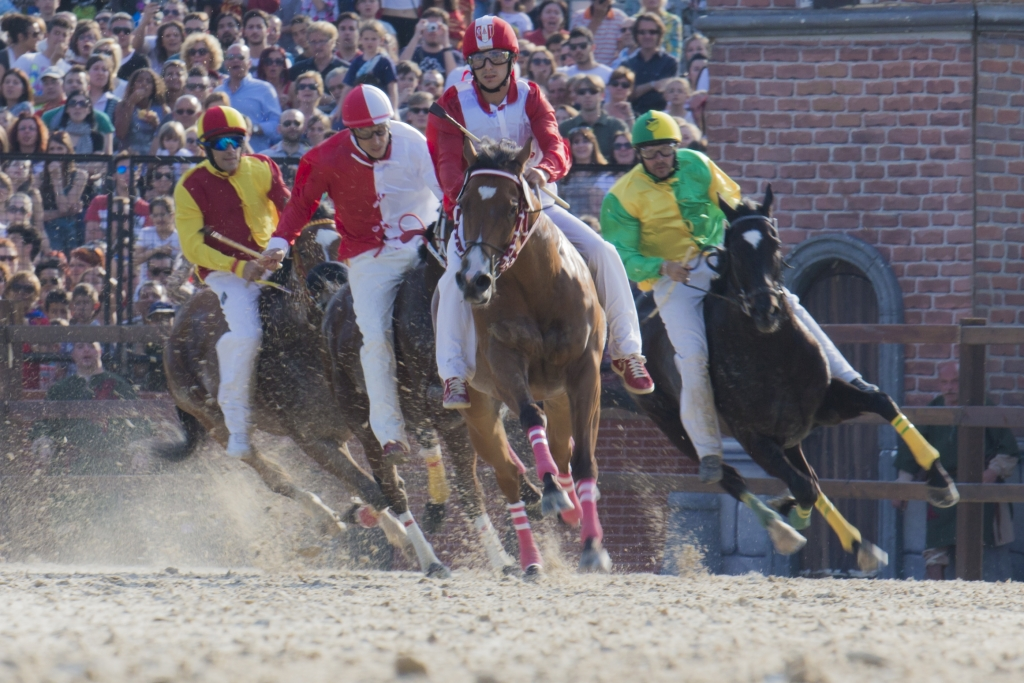
Un momento della corsa ippica del Palio di Legnano 2014

Sono due le contrade legnanesi che hanno un titolo aggiuntivo nel nome; San Magno ha nella denominazione anche il termine "nobile", che deriva dal territorio del rione, che include il centro storico di Legnano, e dal fatto che fin dai tempi più antichi, all'interno dei confini della contrada, sono presenti diverse famiglie di nobile lignaggio, mentre La Flora ha come titolo "sovrana", attribuzione che è stata ufficialmente concessa da Casa Savoia, dinastia regnante in Italia dal 1861 al 1946.

### Le contrade soppresse
- Olmina
- Ponzella

Nei primi anni in cui fu disputato il Palio di Legnano esistevano anche la contrada Ponzella e la contrada Olmina, che furono inglobate, rispettivamente, da San Bernardino e La Flora (nel 1936), e da Legnarello (nel 1937); furono accorpate negli anni trenta perché all'epoca i quartieri a cui facevano riferimento non erano molto abitati, e quindi avevano difficoltà a sostenere economicamente la partecipazione al Palio.
I gonfaloni delle due contrade soppresse partecipano ancora alla sfilata storica del Palio di Legnano; in particolare, seguono il gonfalone delle contrade a cui sono state annesse, provviste della loro scorta armata. Le due contrade soppresse non avevano nessun motto: questi ultimi sono stati infatti introdotti nel 1955, tre anni dopo la soppressione di queste contrade.

## Mappa

Mappa di Legnano con i confini delle contrade

## Gli stemmi
| Contrada       | Stemma | Blasonatura dello stemma | Note                        |
| -------------- | ------ | --- | --------------------------- |
| La Flora       |        | trinciato con il divisorio merlato di blu, un fiore quadripetalo blu per semiscudo, il tutto in campo rosso                                                                      | -                           |
| Legnarello     |        | sole raggiante giallo con al centro una croce orientale rossa, il tutto in campo rosso                                                                                           | -                           |
| San Bernardino |        | tagliato, in alto a sinistra rosso, in basso a destra bianco, con un sole giallo al centro che racchiude il monogramma Nbs                                                       | -                           |
| San Domenico   |        | due bande oblique situate in basso a destra e un cane con una torcia in bocca in alto a sinistra, entrambi di color bianco, il tutto in campo verde                              | -                           |
| San Magno      |        | interzato in palo, ai lati rosso e al centro bianco, con i simboli della basilica romana minore di San Magno, ovvero mitra, ombrello vescovile, chiavi prepositurali e pastorale | -                           |
| San Martino    |        | crociato bianco in campo blu, al centro vi è raffigurato san Martino che divide il mantello con il povero                                                                        | -                           |
| Sant'Ambrogio  |        | tagliato, in alto a sinistra due quadratini gialli in campo verde, in basso a destra lo staffile di sant'Ambrogio in campo giallo                                                | -                           |
| Sant'Erasmo    |        | contornato da una merlatura azzurra, con un corvo nero in campo bianco | -                           |
| Olmina         |        | contornato da una merlatura rossa, con un olmo nero in campo bianco | contrada soppressa nel 1937 |
| Ponzella       |        | inquartato di blu e giallo | contrada soppressa nel 1936 |

## I manieri

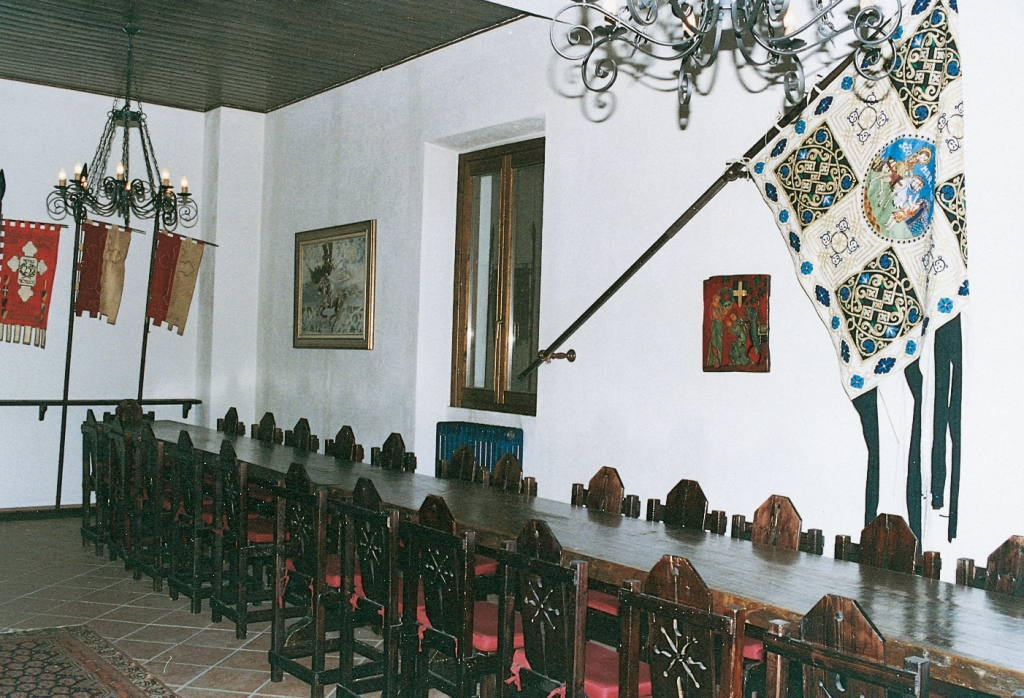
Il salone d'onore della Contrada San Martino, che si trova nel maniero dello storico rione legnanese

Le contrade hanno sede nei cosiddetti "manieri"; a volte i manieri, che sono di proprietà delle contrade, sono ospitati in antiche corti lombarde, cioè in edifici particolarmente legati al territorio, in special modo a quello del rione storico di cui sono sede. Al centro della contrada c'è il salone d'onore, che è arredato in stile medievale.
I manieri sono luoghi aperti a tutti che ospitano le riunioni e le attività della contrada. Le varie stanze conservano i costumi del passato e del presente, mentre nelle rastrelliere installate sui muri sono collocate le armi e le bandiere; le vetrine ospitano invece i monili e gli ornamenti portati dalle castellane e dalle gran dame durante la sfilata, nonché i doni ricevuti dalle contrade nel tempo. All'interno della contrada è anche conservato l'archivio documentale della contrada. Le contrade sono sovente meta di gite scolastiche, durante le quali gli studenti possono immergersi nell'atmosfera medievale.

## L'organizzazione e la reggenza

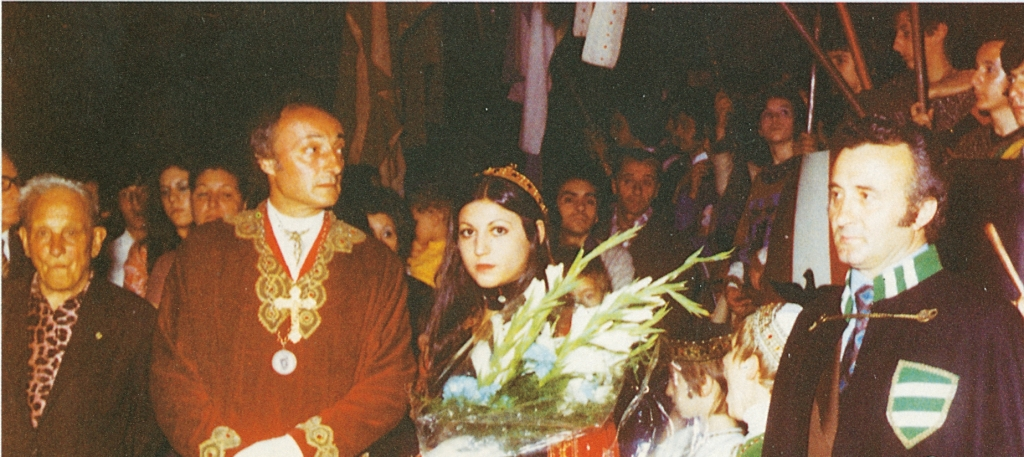
La reggenza della contrada San Domenico nel 1973. Il primo a sinistra è Vittorio Ciapparelli, primo vincitore del palio di Legnano (1935). Si può notare la croce pettorale portata al collo dal capitano, simbolo della vittoria nel precedente palio.

Ognuna delle otto contrade di Legnano ha una reggenza formata da un capitano, un gran priore ed una castellana. Il capitano della contrada è colui che rappresenta la contrada in tutte le occasioni ufficiali ed ha il compito di scegliere il fantino ed il cavallo che partecipano alla corsa ippica. In tutte le cerimonie ufficiali indossa un mantello bianco e come segno distintivo ha una pergamena con brevetto. Il capitano, a seconda della contrada, può essere eletto dall'assemblea generale oppure dai maggiorenti della stessa
La carica di gran priore, che è stata istituita nel 1971, ha la funzione di coadiuvare il capitano nelle sue funzioni. È anche il rappresentante legale del rione e controlla che lo statuto della contrada sia applicato. Il gran priore, in tutte le cerimonie ufficiali, indossa un mantello nero, mentre come segno distintivo ha uno scudo con fattezze a croce e una pergamena. Accanto al gran priore c'è il suo vice, che ne fa le veci in caso di sua assenza. 

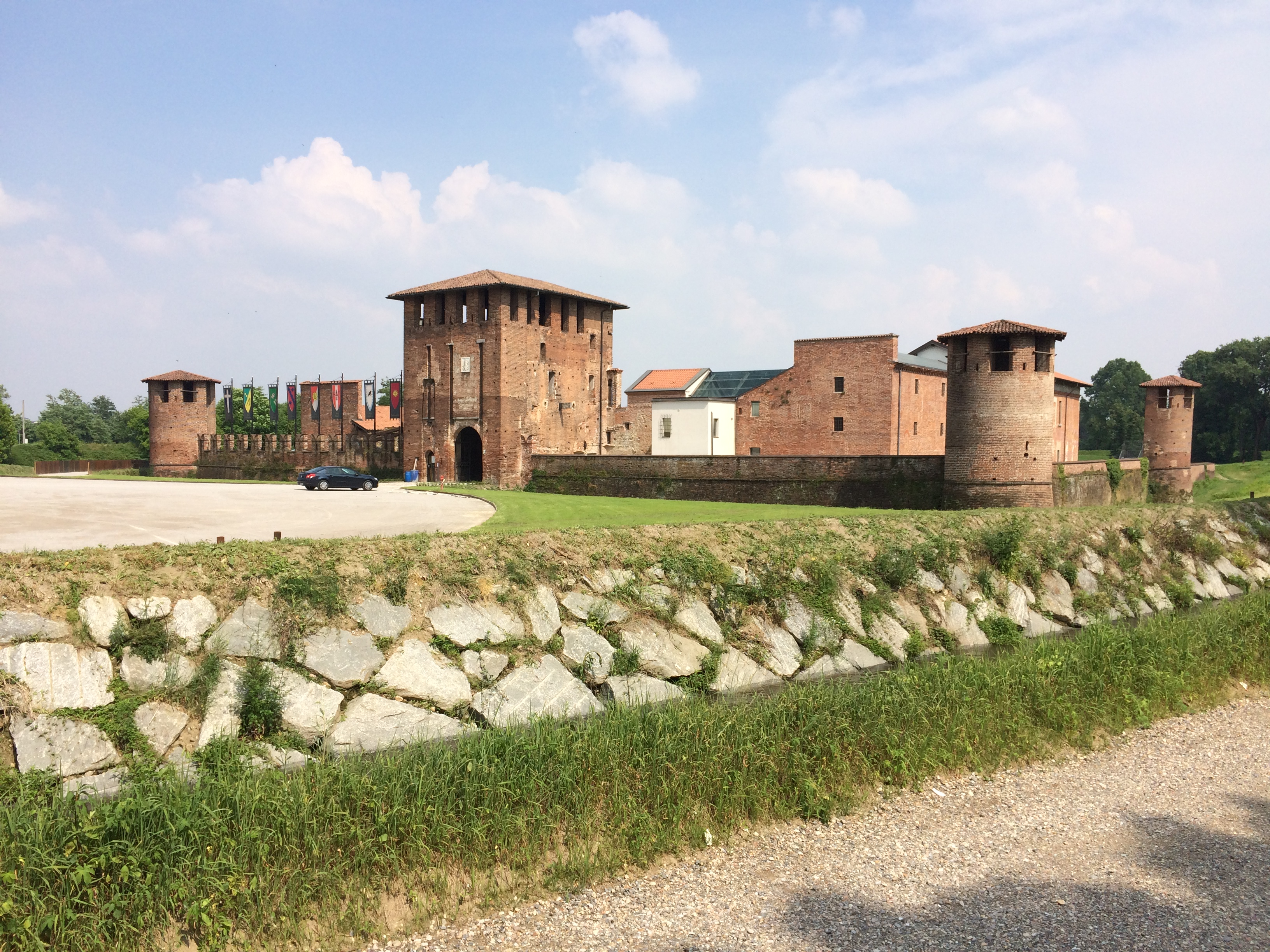
Il castello Visconteo di Legnano, sede del "Collegio dei Capitani e delle Contrade"

La castellana, al pari del capitano e del gran priore, ha un ruolo di rappresentanza nelle cerimonie ufficiali ed ha il compito di partecipare all'organizzazione delle manifestazioni della contrada. Le castellane, che vengono aiutate nella loro mansione dalle gran dame, sono unite nell'associazione "Oratorio delle castellane", che riunisce anche le castellane più non reggenti. La castellana, in tutte le cerimonie ufficiali, indossa un mantello rosso, mentre come segno distintivo ha una medaglia e una pergamena.
Un'altra carica importante della contrada è lo scudiero, che aiuta il capitano nell'espletamento delle sue funzioni. Lo scudiero, inoltre, può supplire il capitano negli eventi organizzati dalla contrada e come segno distintivo ha uno scudo con fattezze a croce.
Tutte le cerimonie ufficiali del Palio sono organizzate e curate dai cerimonieri del collegio dei capitani e delle contrade.
I capitani sono riuniti nel collegio dei capitani e delle contrade, la cui funzione è quella di coordinare le attività, le azioni e gli intenti degli stessi. Tale Collegio è nato nel 1955, ha sede all'interno del castello Visconteo di Legnano ed è presieduto dal gran maestro del collegio dei capitani, che è eletto ogni due anni. In occasione delle elezioni, che avvengono in un'assemblea sociale chiamata "tornata", vengono votati anche il suo vice, i consiglieri dell'esecutivo, i revisori dei conti ed i probiviri. Altre funzioni del collegio dei capitani sono la salvaguardia delle tradizioni di Legnano e delle sue contrade. Il collegio ha come gonfalone ufficiale uno stendardo bianco-rosso (colori dello stemma comunale di Legnano) riportante la croce di Ariberto da Intimiano e gli stemmi delle contrade.

## Albo d'oro dei capitani delle contrade di Legnano
In grassetto i capitani che hanno retto le contrade in occasione delle loro vittorie al palio. 
| Anno | La Flora           | Legnarello           | San Bernardino         | San Domenico            | San Magno              | San Martino            | Sant'Ambrogio                | Sant'Erasmo        |
| --- | ------------------ | -------------------- | ---------------------- | ----------------------- | ---------------------- | ---------------------- | ---------------------------- | ------------------ |
| 1935 | Michele Ferrario   | Pino Mocchetti       | Giovanni Viespoli      | Cesare Crespi           | Mario Dell'Acqua       | Primo Colombo          | Carlo Pensotti e Carlo Galli | Giuseppe Zamaretti |
| 1936 | Mario Colombo      | Pino Mocchetti       | Giulio Mussi           | Luigi Passardi          | Mario Dell'Acqua       | Giuseppe Tirinnanzi    | Osvaldo Prandoni             | Giuseppe Zamaretti |
| 1937 | Mario Colombo      | Pietro Pavan         | Giuseppe Biscardini    | Giuseppe Biscardini     | Emilio Castelli        | Giuseppe Tirinnanzi    | Luigi Assi                   | Pietro Pavan       |
| 1938 | Piero Gasparri     | Battista Colombo     | P. Sola                | Ubaldo Ranzi            | Ernesto Daddario       | Giuseppe Tirinnanzi    | Carlo Rossini                | Pietro Pavan       |
| 1939 | Tonino Garavaglia  | Battista Colombo     | Ennio Buttini          | Delfino Crespi          | Luigi Passardi         | Giuseppe Tirinnanzi    | Vito Silvestri               | Guerino Mutti      |
| Dal 1940 al 1951 tutte le attività relative al palio di Legnano sono state sospese a causa delle vicende belliche legate alla seconda guerra mondiale |                    |                      |                        |                         |                        |                        |                              |                    |
| 1952 | Renzo Macchi       | Battista Colombo     | Ennio Buttini          | Primo Rabuffetti        | Carlo Feré             | Gino Mazza             | Enzo Pagani                  | Cesare Bottini     |
| 1953 | Davide Casero      | Dario Oldrini        | Ennio Buttini          | Fiorino Bonzi           | G.M. Perozzi           | Gino Mazza             | Enzo Pagani                  | Amelio Crespi      |
| 1954 | Davide Casero      | Dario Oldrini        | Ennio Buttini          | Alfredo Lamperti        | Cesare Sironi          | Giuseppe Lomazzi       | Enzo Pagani                  | Carlo Crespi       |
| 1955 | Davide Casero      | Benigno Sassi        | Ennio Buttini          | Alfredo Lamperti        | Cesare Sironi          | Angelo Raimondi        | Enzo Pagani                  | Alberto Gianazza   |
| 1956 | Davide Casero      | Emilio Guidi         | Luciano Frasisti       | Alfredo Lamperti        | Cesare Sironi          | Pietro Volonterio      | Enzo Pagani                  | Pietro Cozzi       |
| 1957 | Adriano Colombo    | Emilio Guidi         | Ubaldo Rovelli         | Alfredo Lamperti        | Cesare Sironi          | Rino Macchi            | Enzo Pagani                  | Ugo Morelli        |
| 1958 | Mario Guarnerio    | Emilio Guidi         | Ubaldo Rovelli         | Alfredo Lamperti        | Cesare Sironi          | Rino Macchi            | Enzo Pagani                  | Ugo Morelli        |
| 1959 | Mario Guarnerio    | Emilio Guidi         | Eugenio Mussi          | Alfredo Lamperti        | Cesare Sironi          | Piero Limongi          | Enzo Pagani                  | Ugo Morelli        |
| 1960 | Enrico Grassini    | Roberto Caironi      | Eugenio Mussi          | Luigi Daverio           | Camillo Tenconi        | Alessandro Binda       | Sem Prandoni                 | Ugo Morelli        |
| 1961 | Paolo Garavaglia   | Roberto Caironi      | Luigi Bertolini        | Luigi Daverio           | Arturo Allogasi        | Valerio Moretti        | Sem Prandoni                 | Ugo Morelli        |
| 1962 | Paolo Garavaglia   | Roberto Caironi      | Luigi Bertolini        | Luigi Daverio           | Arturo Allogasi        | Valerio Moretti        | Sem Prandoni                 | Ugo Morelli        |
| 1963 | Virginio Poretti   | Giuseppe Caironi     | Luigi Bertolini        | Emilio Civilini         | Gianni Re Cecconi      | Sandro Gregori         | Sem Prandoni                 | Ugo Morelli        |
| 1964 | Vittorio Frascoli  | Giuseppe Caironi     | Luigi Bertolini        | Giorgio Gandellini      | Vittorio Brun          | Sandro Gregori         | Benedetto Sartorelli         | Ugo Morelli        |
| 1965 | Vittorio Frascoli  | Sergio Rampinini     | Remo Speroni           | Edmondo Lamperti        | Vittorio Brun          | Sandro Gregori         | Benedetto Sartorelli         | Ugo Morelli        |
| 1966 | Vittorio Frascoli  | Enrico Martignoni    | Remo Speroni           | Gianni Solbiati Bellini | Vittorio Brun          | Paolo Pontiggia        | Benedetto Sartorelli         | Ugo Morelli        |
| 1967 | Vittorio Frascoli  | Felice Musazzi       | Arnaldo Cozzi          | Gianni Solbiati Bellini | Vittorio Brun          | Franco Vedani          | A. Della Foglia              | Ugo Morelli        |
| 1968 | Vittorio Frascoli  | Felice Musazzi       | Arnaldo Cozzi          | Gianni Solbiati Bellini | Giorgio Brun           | Romano Barlocco        | Ermanno Romanò               | Ugo Morelli        |
| 1969 | Claudio Gorla      | Felice Musazzi       | Pierantonio Galimberti | Gianni Solbiati Bellini | Oreste Albertalli      | Franco Transidico      | Ermanno Romanò               | Ugo Morelli        |
| 1970 | Claudio Gorla      | Anton Vico Grossi    | Pierantonio Galimberti | Gianni Solbiati Bellini | Norberto Albertalli    | Marco Morelli          | Ermanno Romanò               | Uberto Gianazza    |
| 1971 | Claudio Gorla      | Giuseppe Macchi      | Pierantonio Galimberti | Gianni Solbiati Bellini | Norberto Albertalli    | Marco Morelli          | Ermanno Romanò               | Uberto Gianazza    |
| 1972 | Claudio Gorla      | Armando Castiglioni  | Pierantonio Galimberti | Gianni Solbiati Bellini | Norberto Albertalli    | Marco Morelli          | Ermanno Romanò               | Uberto Gianazza    |
| 1973 | Claudio Gorla      | Armando Castiglioni  | Pierantonio Galimberti | Gianni Solbiati Bellini | Arcangelo Roveda       | Marco Morelli          | Edoardo Molteni              | Antonio Callegari  |
| 1974 | Valerio Fedeli     | Alberto Toia         | Pierantonio Galimberti | Gianni Solbiati Bellini | Arcangelo Roveda       | Paolo Pontiggia        | Edoardo Molteni              | Antonio Callegari  |
| 1975 | Valerio Fedeli     | Edoardo Senati       | Pierantonio Galimberti | Gianni Solbiati Bellini | Arcangelo Roveda       | Paolo Pontiggia        | Giuliano Locatelli           | Mario Pighetti     |
| 1976 | Valerio Fedeli     | Edoardo Senati       | Pierantonio Galimberti | Gianni Solbiati Bellini | Arcangelo Roveda       | Sandro Gregori         | Giuliano Locatelli           | Mario Pighetti     |
| 1977 | Virginio Poretti   | Angelo Colombo       | Pierantonio Galimberti | Gianni Solbiati Bellini | Arcangelo Roveda       | Sandro Gregori         | Luca Pagani                  | Mario Landini      |
| 1978 | Virginio Poretti   | Angelo Colombo       | Fiorenzo Marcati       | Gianni Solbiati Bellini | Arcangelo Roveda       | Sandro Gregori         | Luca Pagani                  | Mario Landini      |
| 1979 | Virginio Poretti   | Emilio Castiglioni   | Fiorenzo Marcati       | Camillo Colombo Bolla   | Arcangelo Roveda       | Sandro Gregori         | Luca Pagani                  | Mario Landini      |
| 1980 | Virginio Poretti   | Pierantonio Ferrario | Fiorenzo Marcati       | Mario Borsani           | Paolo Novara           | Sandro Gregori         | Giancarlo Peroni             | Mario Landini      |
| 1981 | Piergiorgio Bragè  | Pierantonio Ferrario | Camillo Della Ricca    | Mario Borsani           | Gian Battista Barlocco | Sandro Gregori         | Gianpiero Mari               | Mario Landini      |
| 1982 | Virginio Poretti   | Alberto Castellini   | Camillo Della Ricca    | Mario Borsani           | Gian Battista Barlocco | Sandro Gregori         | Gianpiero Mari               | Elido Pagani       |
| 1983 | Virginio Poretti   | Pierantonio Ferrario | Camillo Della Ricca    | Mario Borsani           | Gian Battista Barlocco | Sandro Gregori         | Gianpiero Mari               | Nicola Salmoiraghi |
| 1984 | Virginio Poretti   | Pierantonio Ferrario | Camillo Della Ricca    | Mario Borsani           | Roberto Clerici        | Sandro Gregori         | Gianpiero Mari               | Bruno Castoldi     |
| 1985 | Virginio Poretti   | Pierantonio Ferrario | Camillo Della Ricca    | Valerio Asti            | Roberto Clerici        | Sandro Gregori         | Marco Cairoli                | Bruno Castoldi     |
| 1986 | Virginio Poretti   | Claudio Cambrai      | Marco Ciapparelli      | Valerio Asti            | Roberto Clerici        | Sandro Gregori         | Marco Cairoli                | Massimo Pazzano    |
| 1987 | Virginio Poretti   | Claudio Cambrai      | Marco Ciapparelli      | Valerio Asti            | Roberto Clerici        | Sandro Gregori         | Marco Cairoli                | Massimo Pazzano    |
| 1988 | Virginio Poretti   | Claudio Cambrai      | Marco Ciapparelli      | Giuseppe La Rocca       | Roberto Clerici        | Willy Passerini        | Remo Bevilacqua              | Massimo Pazzano    |
| 1989 | Danilo Parini      | Claudio Cambrai      | Tiziano Mattuzzi       | Giuseppe La Rocca       | Roberto Clerici        | Giuseppe Bianchi       | Remo Bevilacqua              | Andrea Sampietro   |
| 1990 | Danilo Parini      | Claudio Cambrai      | Tiziano Mattuzzi       | Giuseppe La Rocca       | Roberto Clerici        | Bruno Pini             | Angelo Vignati               | Andrea Sampietro   |
| 1991 | Danilo Parini      | Walter Barichello    | Flavio Lepri           | Roberto Esposito        | Alberto Oldrini        | Bruno Pini             | Angelo Vignati               | Andrea Sampietro   |
| 1992 | Stefano Guazzoni   | Franco Caironi       | Bruno Olgiati          | Roberto Esposito        | Alberto Oldrini        | Gennaro Milone         | Giovanni Roveda              | Andrea Sampietro   |
| 1993 | Stefano Guazzoni   | Pierantonio Ferrario | Bruno Olgiati          | Roberto Esposito        | Alberto Oldrini        | Gennaro Milone         | Alberto Romanò               | Germano Merlo      |
| 1994 | Vinicio Vinco      | Pierantonio Ferrario | Bruno Olgiati          | Roberto Esposito        | Giuseppe Scarpa        | Gennaro Milone         | Alberto Romanò               | Germano Merlo      |
| 1995 | Vinicio Vinco      | Pierantonio Ferrario | Bruno Olgiati          | Guido Barbin            | Giuseppe Scarpa        | Gennaro Milone         | Alberto Romanò               | Germano Merlo      |
| 1996 | Vinicio Vinco      | Pierantonio Ferrario | Tiziano Biaggi         | Guido Barbin            | Giuseppe Scarpa        | Carlo Moretti          | Alberto Romanò               | Germano Merlo      |
| 1997 | Vinicio Vinco      | Pierantonio Ferrario | Tiziano Biaggi         | Guido Barbin            | Giuseppe Scarpa        | Alessandro Airoldi     | Alberto Romanò               | Germano Merlo      |
| 1998 | Vinicio Vinco      | Edoardo Senati       | Tiziano Biaggi         | Guido Barbin            | Giuseppe Scarpa        | Alessandro Airoldi     | Alberto Romanò               | Germano Merlo      |
| 1999 | Vinicio Vinco      | Edoardo Senati       | Tiziano Biaggi         | Edoardo Rolla           | Giuseppe Scarpa        | Alessandro Airoldi     | Alberto Romanò               | Stefano Borsani    |
| 2000 | Cristiano Poretti  | Edoardo Senati       | Bruno Olgiati          | Edoardo Rolla           | Andrea Gobbi           | Giovanni Maria Airoldi | Alberto Romanò               | Gigi Colombo       |
| 2001 | Cristiano Poretti  | Giorgio Senati       | Riccardo Ciapparelli   | Camillo Fossati         | Andrea Gobbi           | Paolo Bo               | Alberto Romanò               | Gigi Colombo       |
| 2002 | Cristiano Poretti  | Pierantonio Ferrario | Riccardo Ciapparelli   | Camillo Fossati         | Domenico Esposito      | Giuseppe Bianchi       | Remo Bevilacqua              | Gigi Colombo       |
| 2003 | Cristiano Poretti  | Andrea Muroni        | Riccardo Ciapparelli   | Camillo Fossati         | Domenico Esposito      | Giuseppe Bianchi       | Remo Bevilacqua              | Mario Almici       |
| 2004 | Fabio Molla        | Pierantonio Ferrario | Riccardo Ciapparelli   | Matteo Rolla            | Domenico Esposito      | Giuseppe Bianchi       | Remo Bevilacqua              | Andrea Clementi    |
| 2005 | Davide Bartesaghi  | Pierantonio Ferrario | Alessandro Moroni      | Matteo Rolla            | Domenico Esposito      | Giuseppe Bianchi       | Remo Bevilacqua              | Andrea Clementi    |
| 2006 | Davide Bartesaghi  | Pierantonio Ferrario | Alessandro Moroni      | Roberto Esposito        | Domenico Esposito      | Giuseppe Bianchi       | Remo Bevilacqua              | Matteo Garegnani   |
| 2007 | Davide Bartesaghi  | Pierantonio Ferrario | Alessandro Moroni      | Roberto Esposito        | Marco Barlocco         | Giuseppe Bianchi       | Marco Vitali                 | Matteo Garegnani   |
| 2008 | Davide Bartesaghi  | Antonio Provasio     | Alessandro Moroni      | Giuseppe La Rocca       | Marco Barlocco         | Luca Barlocco          | Marco Vitali                 | Matteo Garegnani   |
| 2009 | Davide Bartesaghi  | Antonio Provasio     | Lucio Ballarino        | Giuseppe La Rocca       | Marco Barlocco         | Marcello Barone        | Marco Vitali                 | Roberto Cozzi      |
| 2010 | Mauro Nebuloni     | Paolo Cristiani      | Lucio Ballarino        | Alessandro Bondioli     | Marco Barlocco         | Antonio De Pascali     | Marco Vitali                 | Roberto Cozzi      |
| 2011 | Mauro Nebuloni     | Paolo Cristiani      | Lucio Ballarino        | Alessandro Bondioli     | Marco Barlocco         | Antonio De Pascali     | Massimiliano Roveda          | Andrea Monaci      |
| 2012 | Davide Bartesaghi  | Paolo Cristiani      | Lucio Ballarino        | Alessandro Bondioli     | Marco Barlocco         | Antonio De Pascali     | Massimiliano Roveda          | Andrea Monaci      |
| 2013 | Davide Bartesaghi  | Paolo Cristiani      | Luca Bosatta           | Alessandro Bondioli     | Mario Preti            | Antonio De Pascali     | Massimiliano Roveda          | Francesco Taiana   |
| 2014 | Dario Giudici      | Paolo Cristiani      | Luca Bosatta           | Alessandro Bondioli     | Mario Preti            | Antonio De Pascali     | Massimiliano Roveda          | Francesco Taiana   |
| 2015 | Dario Giudici      | Paolo Cristiani      | Luca Bosatta           | Ruggero Colombo Bolla   | Mario Preti            | Antonio De Pascali     | Massimiliano Franchi         | Francesco Rimoldi  |
| 2016 | Cristiano Poretti  | Paolo Cristiani      | Ivan Ferioli           | Ruggero Colombo Bolla   | Matteo Airoldi         | Antonio De Pascali     | Massimiliano Franchi         | Francesco Rimoldi  |
| 2017 | Cristiano Poretti  | Paolo Cristiani      | Stefano Monici         | Davide Fuschetto        | Matteo Airoldi         | Antonio De Pascali     | Massimiliano Franchi         | Francesco Rimoldi  |
| 2018 | Cristian Parini    | Stefano Cambrai      | Doriano Sciocco        | Davide Fuschetto        | Giacomo Albertalli     | Antonio De Pascali     | Massimiliano Franchi         | Francesco Rimoldi  |
| 2019 | Antonio Primerano  | Stefano Cambrai      | Doriano Sciocco        | Alessandro Bondioli     | Giacomo Albertalli     | Antonio De Pascali     | Remo Bevilacqua              | Alessandro Clerici |
| 2020 | Antonio Primerano  | Stefano Cambrai      | Ermenegildo Lilli      | Alessandro Bondioli     | Giacomo Albertalli     | Antonio De Pascali     | Remo Bevilacqua              | Matteo Garegnani   |
| 2021 | Antonio Primerano  | Stefano Cambrai      | Ermenegildo Lilli      | Moreno Giusti           | Giacomo Albertalli     | Davide Barone          | Remo Bevilacqua              | Matteo Garegnani   |
| 2022 | Vincenzo De Milato | Matteo Masnata       | Ermenegildo Lilli      | Moreno Giusti           | Alessandro Zanovello   | Davide Barone          | Mattia Landi                 | Fabio Meneghin     |
| 2023 | Vincenzo De Milato | Matteo Masnata       | Ermenegildo Lilli      | Alessandro Furlan       | Alessandro Zanovello   | Davide Barone          | Mattia Landi                 | Fabio Meneghin     |
| 2024 | Vincenzo De Milato | Diego Tomalino       | Domenico Gumina        | Alessandro Furlan       | Alessandro Zanovello   | Davide Barone          | Mattia Landi                 | Fabio Meneghin     |
| Anno | La Flora           | Legnarello           | San Bernardino         | San Domenico            | San Magno              | San Martino            | Sant'Ambrogio                | Sant'Erasmo        |

## Le attività

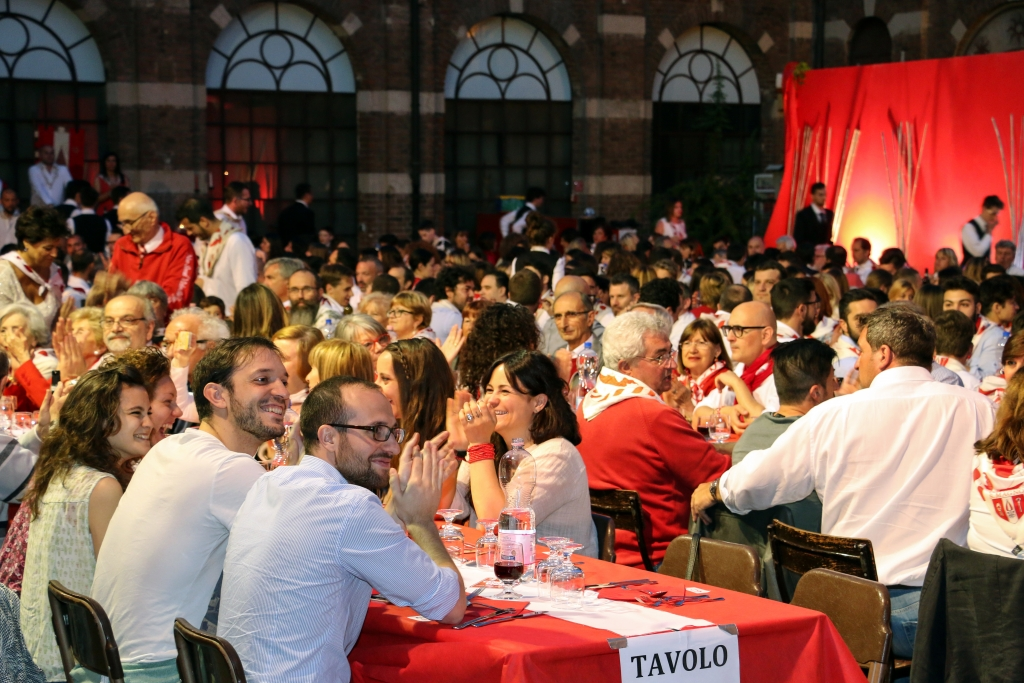
Cena propiziatoria della contrada di San Magno per il Palio di Legnano 2015

Durante il corso dell'anno le contrade organizzano feste, eventi culturali e storici, oltre che manifestazioni folcloristiche e di beneficenza. Nei primi decenni di esistenza della manifestazione, i manieri era frequentati solo durante il mese precedente al Palio, ma con il passare degli anni le attività delle contrade hanno conosciuto una costante fase di crescita che hanno portato i rioni storici a diversificare le iniziative, con l'organizzazione di queste ultime che avvengono durante tutto l'anno. Le contrade sono state spesso protagoniste, anche finanziariamente, dei restauri degli edifici storici del rione, come le chiese a cui le contrade fanno riferimento.

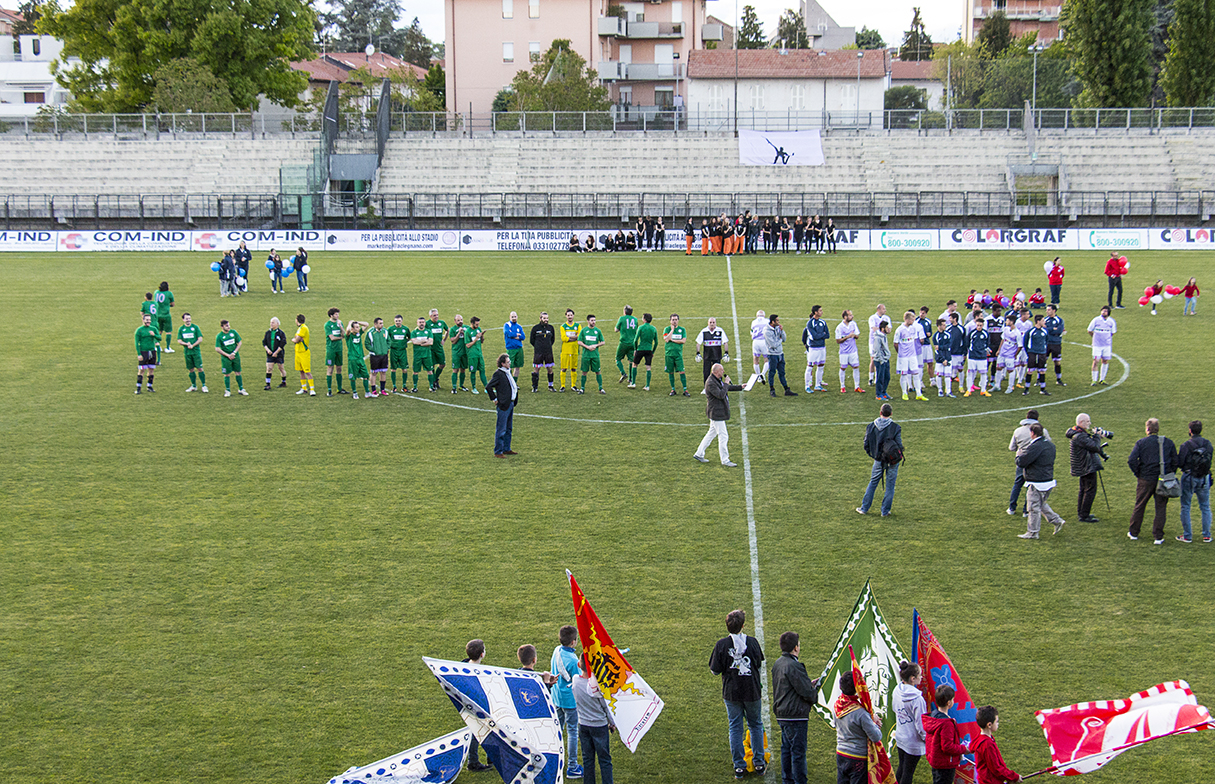
Partita di beneficenza tra l'Associazione Calcio Legnano e le rappresentanze delle contrade di Legnano e dell'Amministrazione comunale allo stadio Giovanni Mari (25 aprile 2016)

Le attività delle contrade sono molteplici. Si va dai periodici alle pubblicazioni, per passare all'allestimento di sagre popolari come la festa dell'uva, del cavallo, del pane, ecc., nonché all'organizzazione di mercatini dell'antiquariato, di corsi di ballo, ricamo, ceramica, pittura e alla predisposizione di gare di sci, tornei di calcio e di calcio balilla.
Vengono poi organizzate conferenze e serate incentrate sulla storia, sulla poesia, sulla danza e sulla musica, nonché concerti e manifestazioni benefiche. Le contrade di Legnano operano anche nel contesto sociale, aiutando i disabili, i nuclei famigliari in difficoltà e gli anziani ricoverati nei centri della zona, a cui forniscono anche un sostegno morale compiendo visite periodiche.
Di grande richiamo è la cena propiziatoria della vigilia, che viene organizzata la sera prima del Palio e che è salutata dalla contrada agghindata a festa, a cui partecipano centinaia di contradaioli e il fantino che correrà la gara ippica. Nelle prime edizioni della manifestazione la cena della vigilia era ad appannaggio del fantino e dai maggiorenti del rione: solo in seguito fu deciso di aprire la partecipazione a tutti i volontari che ruotano intorno alla contrada; questi ultimi, in occasione della cena della vigilia, indossano i foulard della propria contrada. A volte alla cena della vigilia è presente, in un recinto, anche il cavallo che correrà la gara ippica dell'indomani.